# Tutti-frutti (confeite)
Tutti frutti (do italiano tutti i frutti, "todas as frutas"; também hifenizado, tutti-frutti) é um confeite colorido contendo várias frutas picadas e geralmente cristalizadas, ou um aroma artificial ou natural simulando o sabor combinado de muitas frutas diferentes. É mais notável nos países ocidentais fora da Itália, sob a forma de sorvete.
As frutas usadas para o sorvete de tutti-frutti incluem cerejas, uvas passas e abacaxi, muitas vezes acompanhadas de nozes. Na Holanda, tutti-frutti (também "tutti frutti", "tuttifrutti") é uma compota de frutas secas, servida como sobremesa ou um acompanhamento de um prato de carne. Na Bélgica, tutti-frutti é frequentemente visto como sobremesa. Normalmente, contém uma combinação de passas, groselhas, damascos, ameixas, tâmaras e figos.
Nos Estados Unidos, tutti-frutti também pode se referir a frutas embebidas em conhaque ou outros destilados, ou mesmo a frutas fermentadas em um líquido contendo açúcar e fermento.
Em inglês indiano, tutti-frutti geralmente se refere a mamão cru cristalizado. Estas são geralmente pequenas peças cúbicas, muitas vezes coloridas. A cor mais comum sendo vermelha, também está disponível em verde e amarelo. Estes são utilizados em vários produtos de panificação, incluindo bolos, leite-pães, biscoitos, Dilkhush e pães. Tutti-frutti também é usado em sobremesas frias como cobertura para sorvetes e sundaes. Eles também são usados em paans doces e sangeet (ou "papel-masala").
No Brasil, o tutti-frutti de balas, chicletes, pirulitos, gelatinas e sorvetes brasileiros é baseado no aroma da banana e no sabor da laranja. Mas essas frutas nunca estão sozinhas. As combinações podem incluir outros sabores. No Brasil, o mix mais usado pela indústria leva banana, laranja, abacaxi e morango.

## História

### Sorvetes
O sorvete Tutti frutti foi servido por pelo menos 150 anos, como apareceu no cardápio de um jantar de 1860 na Inglaterra.
Receitas para sorvetes de tutti frutti foram encontradas em livros de culinária do final do século XIX. Uma receita de sorvete de tutti frutti foi incluída no livro de culinária de 1874 Common Sense in the Household: Um manual de práticas domésticas Esta receita pede tutti frutti, e não é nomeada extravagantemente. No livro de culinária de 1883, The Chicago Herald Cooking School, há também uma receita de sorvete de tutti frutti.
Em 1888, um dos primeiros sabores de chicletes a serem vendidos em uma máquina de venda automática, criada pela Adams New York Gum Company, era tutti frutti.
Muitos cardápios de restaurantes por volta de 1900 na coleção da Biblioteca Pública de Nova York também listam essa variedade de sorvetes.
Pelo menos um livro de receitas americano do início do século XX contém uma sugestão de que o sorvete de tutti frutti era popular na América. O italiano Cookbook contém uma receita para sorvete de tutti-frutti e diz: "Este não é o sorvete de tutti frutti como é conhecido na América".
Um livro de receitas de 1928, Seven Hundred Sandwiches, de Florence A. Cowles (publicado em Boston), inclui uma receita para um sanduíche de tutti frutti, com uma cobertura feita com chantilly, tâmaras, passas, figos, nozes e açúcar.